# Mama Sranan

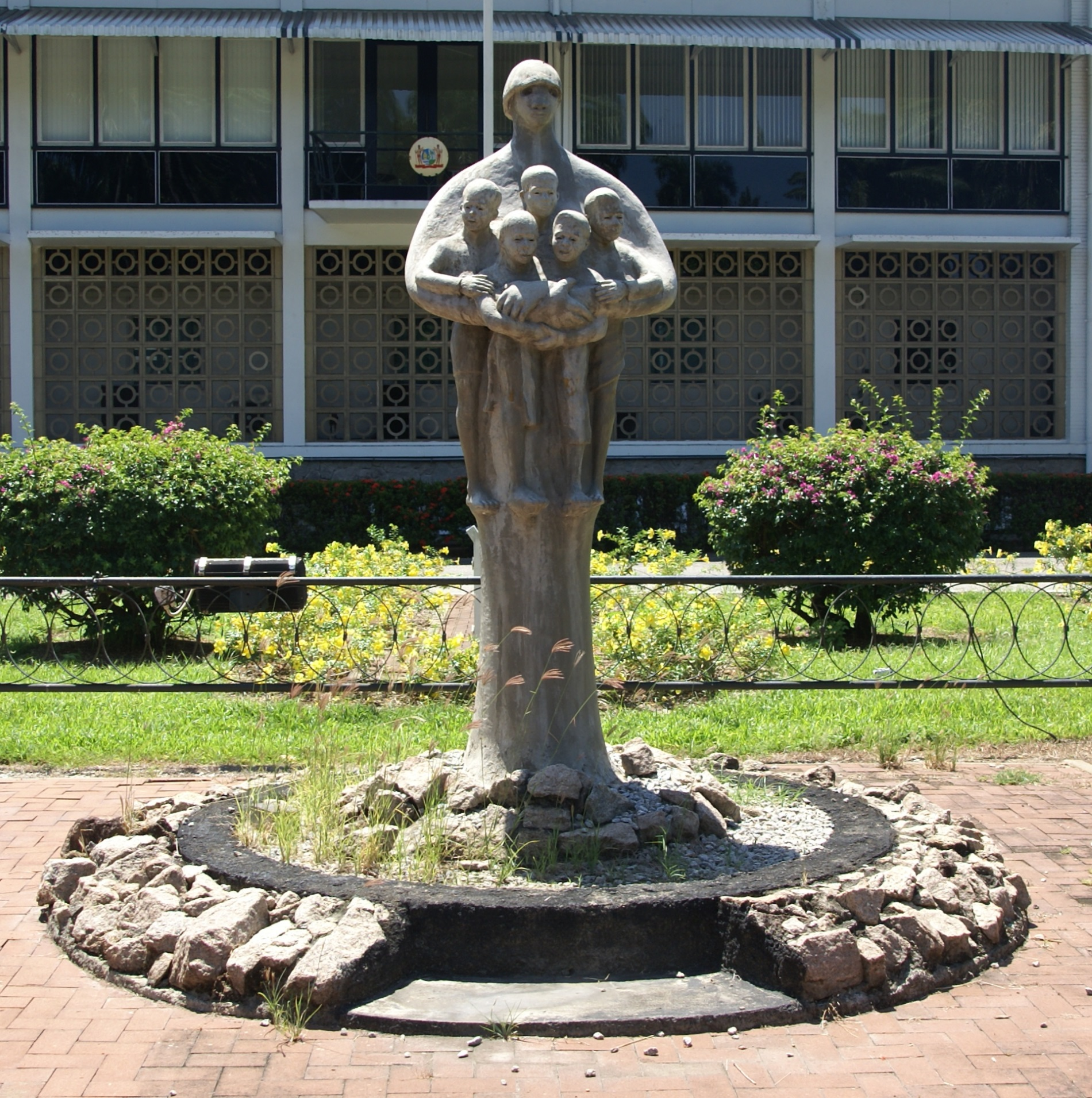
Het beeld Mama Sranan, Moeder van Suriname.

Mama Sranan is een beeld gemaakt door Jozef Klas, staand aan de Kleine Waterstraat te Paramaribo, Suriname. 
Het beeld werd op 15 oktober 1965 onthuld door koningin Juliana.
Het beeld stelt een vrouwfiguur voor getooid met een ronde hoed. Ze houdt in haar armen vijf kinderen vast. De vrouw kijkt recht naar voren, de kinderen kijken alle kanten op.
De vrouwfiguur stelt Moeder Suriname voor met haar vijf bevolkingsgroepen, te weten de Creolen, Hindoestanen en Javanen, Chinezen, inheemsen en Europeanen.
De handen van de vrouwfiguur zijn als een Surinaamse vriendschapsring ineengevouwen.
Het beeld stond voorheen voor het stadhuis van Paramaribo, waar later het kantoor van de Militaire Politie was gevestigd, en vervolgens het Kabinet van de Vicepresident.